# Прапор Співдружності Незалежних Держав
Прапор Співдружності Незалежних Держав (рос. Фла́г Содру́жества Незави́симых Госуда́рств) — поряд з емблемою один із символів Співдружності Незалежних Держав.

## Опис
«Прапор Співдружності Незалежних Держав є символом Співдружності Незалежних Держав і є прямокутним полотнищем синього кольору, в центрі якого зображена фігура білого кольору з вертикальних смуг, що переходять у верхній частині симетрично вправо і вліво в концентричні кільцеподібні елементи. Останні розширюються вгору і закруглені, їх довжина та ширина зменшуються від центру симетрії до периферії. У верхній частині композиції зображено золоте коло, що охоплюється кільцеподібними елементами.
Композиція символізує прагнення до рівноправного партнерства, єдності, миру та стабільності.
Відношення ширини прапора до його довжини – 1:2».

## Історія
28 жовтня 1994 року, постановою Ради Міжпарламентської Асамблеї держав-учасниць Співдружності Незалежних Держав «Про проекти положень про прапор та емблеми Співдружності Незалежних Держав», було схвалено проект Положення про прапор та емблему Співдружності Незалежних Держав:
«Прапор Співдружності Незалежних Держав є прямокутним полотнищем синього кольору, в центрі якого зображена фігура білого кольору, що складається з вертикальних смуг, що переходять у верхній частині симетрично вправо і вліво в концентричні, що охоплюють кола — кільцеподібні елементи. Останні розширюються догори та закруглені, їх довжина та ширина зменшуються від центру симетрії до периферії.
Коло у верхній частині композиції, що охоплюється кільцеподібними елементами, золотого кольору.
Композиція символізує прагнення єдності, миру та стабільності.
Відношення ширини прапора до його довжини – 1:2».
13 травня 1995 року, постановою Міжпарламентської Асамблеї держав-учасниць Співдружності Незалежних Держав «Про Положення про прапор Співдружності Незалежних Держав та Положення про емблему Співдружності Незалежних Держав», були схвалені Положення про прапор та емблему Співдружності. Опис прапора набрав нинішнього вигляду.
19 січня 1996 року рішенням Ради глав держав Співдружності Незалежних Держав було затверджено положення про прапор Співдружності Незалежних Держав.

## ГОСТ
25 квітня 1997 року, Міждержавною Радою зі стандартизації, метрології та сертифікації, було ухвалено міждержавний стандарт ГОСТ 30470-97 «Прапор Співдружності Незалежних Держав. Технічні умови».
Постановою Державного комітету Російської Федерації зі стандартизації, метрології та сертифікації від 29 червня 1998 року № 265 міждержавний стандарт ГОСТ 30470-97 введено в дію безпосередньо як державний стандарт Російської Федерації з 1 січня 1999 року. Вимоги цього стандарту є обов'язковими.
Цим стандартом встановлюються, що синій колір полотнища має відповідати № 270807, жовтий колір кола фігури № 020208 «Атласу квітів» ВЦАМлегпрому. При використанні «Атласу кольорів PANTONE HARTMANN» 1995 синій колір має № 285C, а жовтий - № 116C.
| Колір   | Білий       | Синій     | Жовтий    |
| ------- | ----------- | --------- | --------- |
| Pantone | White       | 285C      | 116C      |
| RGB     | 255-255-255 | 0-115-207 | 254-203-0 |
| HTML    | #FFFFFF     | #0073CF   | #FECB00   |